# 岩崎照吉
岩﨑 照吉（いわさき てるきち、1871年12月2日《旧暦明治4年10月20日》 - 1925年《大正14年》10月9日）は、日本の医師、教育者。姓の「﨑」は「山偏に竒」（いわゆる「たつさき」）であるがJIS X 0213に収録されていない文字のため、岩崎 照吉（いわさき てるきち）と表記されることもある。
岩﨑眼科医院院長（初代）、三保療園園長（初代）、静岡女子薬学校校長（初代）などを歴任した。

## 概要
静岡県出身の眼科医である。脚の怪我により歩行困難となったが。それをきっかけに医師になろうと決意した。上京して医学を学び、のちに故郷に戻ると眼科を専門とする診療所を開業し、住民の健康水準の向上と地域医療の発展のために力を尽くした。また、女子に対する高等教育の必要性を感じ、自ら静岡女子薬学校を創設したことでも知られている。静岡女子薬学校は、公立大学である静岡薬科大学の母体となり、のちに静岡県立大学の薬学部、大学院薬学研究院、大学院薬食生命科学総合学府の礎となったことでも知られている。

## 来歴

### 生い立ち
1871年12月2日（旧暦明治4年10月20日）に生まれた。幼いころに誤って脚を怪我したため、以来数年にわたって疼痛に悩まされ、最終的に歩行が困難な状態になった。その結果、学校に通うことができず、小学科と中学科は独習で学んだ。こうしたなかで、医学に興味を持ち、医師になりたいと決意した。学校に通っていなかったため、医師になるのは困難と思われたが、その決意は極めて固かった。両親の許しを得て、17歳の春より静岡県城東郡池新田村の城東病院に赴き、医師の丸尾興堂より指導を受けた。将来を嘱望され、よりいっそう深く学問を修めることになった。明治維新後の大日本帝国では西洋の優れた科学を摂取しようとする機運が高まり、東京府には多くの学校が創設されていた。19歳の初夏に上京し、以来8年間に渡って勉学に励んだが、その間一歩も歩かなかった。また、この間に当時の大日本帝国にあった医学書は全て読破した。

### 眼科医として

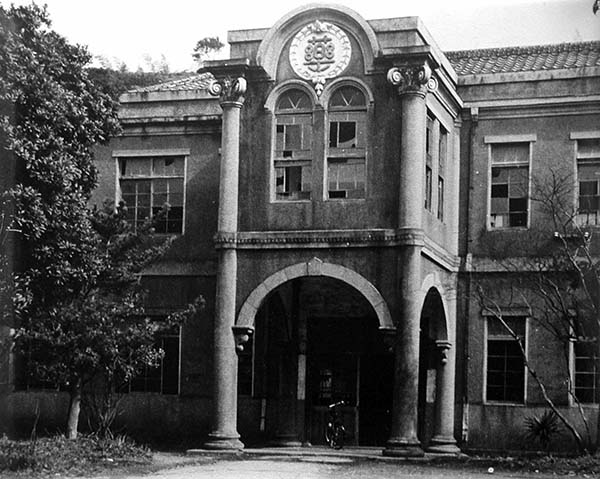
新キャンパス移転後に完成した静岡女子薬学校の本館（1930年竣工）

医師国家試験に合格し、1895年6月に内務省の医籍に登録され、晴れて医師となった。その後、故郷である静岡県静岡市に戻り、1896年に岩﨑眼科医院を開業した。住民の健康水準の向上と地域医療の発展のために力を尽くした。なお、医師になるまでの苦難に心を打たれた宮内大臣の土方久元が、開業に際して診療所の扁額を揮毫してくれた。また、開業10周年の際にも、土方から書が寄贈された。開業以来およそ20年間で約50万名の患者を診察しており、博徒の「清水次郎長」こと山本長五郎も患者の一人であった。その傍ら、自活と修養に励み、自療に努めて遂に歩行ができるようになった。この経験から強健修養を重視するようになり、1914年に静岡県安倍郡三保村に三保療園を創設した。
一方、医師としての活動を通じて、我が国の医療には高い専門性を持った人材が求められていると感じていた。しかし、高い専門性を持った医療系の人材は、男女問わず不足していた。また、当時の大日本帝国においては、男性に比べて女性に対する高等教育の場が圧倒的に少なかった。こうした状況下で、女性に高等教育を授けることで、医療現場で活躍できる専門的な人材を育成すべきと考えるようになった。
大正年間、女性に薬学を講じる私立学校を創設し、薬剤師の育成を図ることを決意した。静岡県知事に対して静岡女子薬学校の設置を願い出て、1916年2月に認可された。これを受け、同年4月に静岡女子薬学校が開校した。自らが初代校長に就任すると、自身が運営する岩﨑眼科医院の部屋を教室として提供した。 1919年には、修業者に対して薬剤師検定試験の受験資格が認められることになった。同年3月、第1期生を送り出した。その後、教室が手狭になったことから独立した校舎を設けることになり、1924年に竣工した。これを受け、静岡女子薬学校は、1925年に新校舎に移転した。しかし、癌を患っており、校長在任のまま同年10月9日に死去した。遺骸は静岡県安倍郡大谷村の大正寺に葬られた。
校長を欠いた静岡女子薬学校は一転して廃校の危機に陥るが、翌年12月に篠田恒太郞が第2代校長に就任した。篠田は静岡市立静岡病院薬局長や静岡県衛生技師などを歴任しており、岩﨑の墓石に辞世の歌を揮毫した人物でもある。篠田の尽力により、1930年には1万2500円を投じた新たな本館が竣工している。その後、静岡女子薬学校は、静岡女子薬学専門学校を経て共学化され静岡薬学専門学校となり、静岡県に移管され公立化されると静岡県立薬学専門学校となった。さらに、旧制専門学校から新制大学への移行に伴い静岡薬科大学となったが、1980年代に同じく公立大学であった静岡女子大学、静岡女子短期大学と統合され、新たに静岡県立大学が発足した。

## 顕彰
静岡女子薬学校の流れを汲む静岡県立大学では、学長を務める経済学者の鬼頭宏が「女子の高等教育が一般的でなかった100年前に、薬学という専門の領域に進む女性を育てる場を誕生させ、全く新しい時代を切り開いた功績は大きい」と指摘するなど、岩﨑の功績を讃えている。
薬学部では岩﨑の姓に因んだ「岩﨑賞」を創設しており、卒業生の中から学部専門課程の成績が最も優れていた者に授与している。また、草薙キャンパスのはばたき棟の横には、かつての岩﨑邸の門石がモニュメントとして建立されている。2017年には岩﨑を顕彰するレリーフが制作され、草薙キャンパスの薬学棟の玄関に飾られることになった。同年5月26日の除幕式にて、薬学部学部長を務める薬学者の賀川義之は「レリーフを見ながら登下校することで、日々心を新たに勉学、研究に勤しむための支えになればと願っている」と述べている。

## 人物
発明
暗室に入らずとも眼底検査ができる「暗窓検眼鏡」を発明した。
趣味嗜好
飲酒喫煙は一切せず、囲碁と狩猟を嗜んだ。書画、骨董、古銭なども収集していた。また、馬を愛したという。

## 略歴
- 1871年 - 誕生[2]。
- 1895年 - 医籍登録[3]。
- 1896年 - 岩﨑眼科医院院長[3]。
- 1914年 - 三保療園園長[5]。
- 1916年 - 静岡女子薬学校校長。
- 1925年 - 静岡県静岡市にて死去。

### 註釈
1. ↑  静岡県城東郡池新田村は、のちの静岡県御前崎市に該当する。
2. ↑  城東病院は、のちに復明館眼科医院に改組された。
3. ↑  東京府は、のちの東京都に該当する。
4. ↑  静岡県安倍郡三保村は、のちの静岡県静岡市に該当する。
5. ↑  薬剤師検定試験は、のちの薬剤師国家試験に該当する。
6. ↑  静岡県安倍郡大谷村は、のちの静岡県静岡市に該当する。

## 関連人物
- 土方久元
- 丸尾興堂